# Aeroporto di Birmingham
L'Aeroporto di Birmingham (IATA: BHX, ICAO: EGBB) è un aeroporto situato a 10,2 km a sud est della città di Birmingham, nella contea di West Midlands (contea), Inghilterra. È il sesto più trafficato scalo del Regno Unito e il secondo a non servire Londra, dopo l'Aeroporto di Manchester.
L'aeroporto è hub per diverse compagnie aeree: Flybe, Monarch Airlines, Ryanair e Thomson Airways.
Lo scalo offre rotte interne al Regno Unito e voli internazionali per le maggiori città dell'Europa, del Subcontinente indiano, del Medio oriente e degli Stati Uniti e Caraibi.

## Struttura
L'Aeroporto è costituito da due edifici terminal (1 e 2) che sono collegati tra loro. Il terminal 1 è usato da tutte le compagnie presenti nello scalo, ad eccezione di Ryanair e Flybe, che usufruiscono dei servizi del terminal 2.

## Trasporti a terra
È presente una monorotaia gratuita (Air-Rail Link) che collega la stazione ferroviaria all'aeroporto in circa 2 minuti, partendo dall'ultimo piano del Terminal 1. Molti treni regionali e intercity arrivano alla stazione dell'aeroporto. C'è, tra l'altro, una connessione diretta con Londra Euston.
Vicino all'aeroporto si trova l'autostrada A45 e l'uscita 6 della superstrada M42, che si collega poi con la M6.
La linea 900 degli autobus parte ogni 20 minuti in direzione della stazione autobus Digbeth e poi al centro della città. Si possono trovare anche dei collegamenti, via pullman, diretti verso altri importanti aeroporti come Londra Luton, Londra Gatwick, Londra Stansted.